# 돗파라촌
돗파라촌(鳥原村)은 니가타현 니시칸바라군에 설치되었던 촌이다.